# Bipolární kódování

Bipolární kódování AMI (Alternate Mark Inversion)

Bipolární kódování v telekomunikacích je libovolný linkový kód, který používá dvě nenulové napěťové úrovně s opačnou polaritou. Signál vzniklý bipolárním kódováním se nazývá duobinární signál (anglicky duobinary signal), a na rozdíl od diferenciálního signálu používá tři napěťové úrovně označované +, - a 0.
Bipolární kódování mohou mít následující výhody:
- Nulová stejnosměrná složka
- Detekce chyb
- Snazší synchronizace přijímače a vysílače

## Alternate Mark Inversion
Nejjednodušší bipolární kód je Alternate Mark Inversion, který kóduje binární "0" nulovou úrovní napětí jako v unipolárním kódování a binární "1" střídavě kladným a záporným napětím. Název kódování vychází z toho, že v telekomunikacích se binární "1" nazývá značka (anglicky mark) a binární "0" mezera (anglicky space).

## Stejnosměrná složka
Z bipolárních kódů se nejčastěji používají kódy s párovanou disparitou (anglicky paired disparity codes), které používají stejný počet + a -. Použití bipolárního kódu zabrání vytvoření stejnosměrné složky signálu, protože kladné a záporné impulsy se zprůměrují na nulové napětí. Žádná nebo malá stejnosměrná složka je výhodná, protože kabel může být použit na delší vzdálenosti nebo může vést napájení pro vložená zařízení jako jsou linkové opakovače. Stejnosměrnou složku lze před obvody dekodéru snadno odfiltrovat.

## Detekce chyb
Další výhodou bipolárního kódování proti unipolárnímu je detekce chyb. V případě T-linek je bipolární signál po určité délce vedení regenerován, takže signály zeslabené úsekem vedení nejsou jenom zesíleny, ale dekódovány a znovu odeslány. Pokud je zeslabený signál poškozen šumem, mohou se objevit chyby, kdy je buď nulové napětí interpretováno jako značka nebo nenulové (kladné či záporné) napětí jako mezera. Každá jednobitová chyba se projeví jako porušení bipolárního pravidla. Každé takové porušení bipolárního kódu (BPV) signalizuje chybu přenosu. Ale místo, kde bylo porušení kódu nalezeno, se nemusí shodovat s místem, kde došlo k chybě.

## Synchronizace
Při přenosu dlouhé posloupnosti nul nebo jedniček pomocí kódování NRZ nedochází ke změnám úrovně signálu, které pomáhají udržovat synchronizaci mezi vysílačem a přijímačem. Pro synchronizaci je nutný nějaký přídavný komunikační kanál nebo je nutné do signálu přidávat posloupnosti pro rámcovou synchronizaci, které nenesou žádná data. Tyto alternativní přístupy vyžadují buď dodatečné přenosové médium pro hodinový signál nebo vedou ke ztrátě výkonu kvůli velké režii. Bipolární kódování může být dobrým kompromisem: v posloupnostech jedniček se signál mění při každém bitu, takže ke ztrátě synchronizace nedojde, ale dlouhé posloupnosti nul stále působí problémy.
Kódování bylo široce používáno v první generaci sítí s PCM, a starší multiplexovací zařízení ji často používají i dnes, ale pro úspěšné přenosy je nutné, aby v signálu nebyly dlouhé řady nulových bitů. Pro udržení synchronizace nesmí být nikdy posláno více než 15 nulových bitů. Existují dva oblíbené způsoby, jak zajistit, že vysílaný signál nebude obsahovat více než 15 nul za sebou: signalizace kradením bitů a bit stuffing (vkládání bitů). Signály na T linkách používají signalizaci kradením bitů: nejméně významný bit bytu je změněn Změna nejméně významného bitu způsobí změnu akustického signálu, kterou lidské ucho nezaznamená, ale pro přenos dat je nepoužitelná. Proto datové kanály musí používat jiný způsob vkládání přechodů, například nastavování nejvyššího bitu na jedničku, aby se dosáhlo dostatečné hustoty jedniček. Pokud vstupní data nemají každý osmý bit nastavený na jedničku, kodér používající alternativní mark inversion přidá jedničku po sedmi nulách po sobě pro zachování synchronizace. Na straně dekodéru se tato kodérem přidaná jednička odstraní, takže do přijímače přicházejí správná data. Kvůli tomu jsou data přepravovaná mezi kodér a dekodérem delší než původní data v průměru ne více než o 1%. To samozřejmě snižuje efektivní rychlost na 56 kbit/s na kanál.

## Ostatní kódovací schémata pro T1 linky
Aby u datových kanálů nebylo nutné nastavovat nejvyšší bit každého oktetu na 1, jak je popsáno výše, používají se na T1 linkách jiná kódovací schémata (modifikované AMI kódy), která zajistí pravidelné změny úrovně bez ohledu na přenášená data. Tímto způsobem se dosáhne přenosové rychlosti 64 kbit/s na kanál. B8ZS je novější formát pro Severní Ameriku, zatímco HDB3 je původní linkové kódování používané v Evropě a Japonsku.
Používá se také kódovací schéma s opačnými logickými úrovněmi obvykle nazývané pseudoternární kódování.